# مجز (صعدة)

تعديل مصدري - تعديل

مجز هي مدينة ومركز مديرية مجز بمحافظة صعدة اليمنية، بلغ تعداد سكانها 1938 نسمة حسب الإحصاء الذي أجري عام 2004.